# 八多町
八多町（はたちょう）は、徳島県徳島市の町名。多家良地区に属している。郵便番号は〒771-4266。人口は2010年（平成22年）8月の徳島市調査で985人。世帯数は364世帯。

## 地理
徳島市の南部。北は上八万町・渋野町、東は多家良町、西は名東郡佐那河内村、南は勝浦郡勝浦町と接する。山林が多く、八多川に沿ったわずかな平地・斜面を利用した農業地域。
山地斜面でのミカン栽培は、古くから盛んで多くの生産をあげているが、生産過剰と外国からの安価な果物輸入のため、価格が低下し、ミカン農家を悩ませている。その他、イチゴ・シイタケの促成栽培、花卉の栽培を行い、米作は平地部で行われている。平地部には宮井小学校八多分校・八多保育所・公民館等の公共施設がある。
寺社が多く、特に五王神社境内には、国の重要有形民俗文化財に指定されている犬飼農村舞台があり、毎年5月と11月に人形浄瑠璃が上演されている。人形芝居を演じる農村舞台は、県下でも200余が残存し、舟底楽屋などは民俗資料的価値が高く、現在でも使用されていることから有名。
鹿首の谷には東山渓県立自然公園内の一大景勝地として八多五滝があり、雌鴨・雄鴨・御来迎・布引・蔵王の5滝が標高をずらしながら10mを越す高さから落下している。また、犬飼では胴掛け式水車が現在も使用され、ハイキングなどで訪れるひとも増えている。 

### 山
- 中津峰山
- 古田山

### 河川
- 八多川
- 仕出川
- 金谷川
- 夏焼谷川

### 小字
- 居内
- 大久保
- 岡
- 小倉
- 風早
- 風早北
- 賀重
- 鹿ノ首
- 北内
- 蔵ノ内
- 金堂
- 坂尻
- 三反地
- 仕出
- 田中
- 友広
- 中内
- 中津
- 中ノ丸
- 中山
- 夏焼
- 野田坪
- 八多山
- 八屋
- 坂東
- 夫婦石
- 町田
- 三ツ石
- 水口
- 南曽根
- 森時

## 歴史

### 八多村
江戸時代から1889年（明治22年）までは徳島藩領・勝浦郡八多村が存在した。寛保神社帳によれば、神社は八幡宮2と五王権現が見え、その別当に金竜寺・長楽寺が見える（『続徴古雑抄1』）。
農作物は米麦を中心にミカン・柿・梅・ビワなども栽培された。また地内の過半を山間部が占めることから、薪・炭も大量に生産された。副業に養蚕も行われていた。1873年（明治6年）の養蚕戸数は23戸で、生糸842匁を製造したという（平岡治之助伝）。万延年間（1860年から1861年）前後に友兼庄之助が、元治年間（1864年から1865年）から明治初年（1868年頃）にかけて長田喜三太が寺子屋を開いており、寺子100名内外を教えた（『勝浦郡志』）。
人形芝居を演じる農村舞台が五王神社（旧五王権現）境内にある。現在の建物に1873年（明治6年）の権礼が残ることから、江戸期に建てられたと考えられる。これが犬飼農村舞台で、現在も演じられている。また犬飼には藩主お狩場があり、その休息には大久保家を使用した。
1871年（明治4年）に徳島県、同年に名東県、1876年（明治9年）に高知県を経て、1880年（明治13年）に再び徳島県に所属。同年に金竜寺に八多小学校が創立。1886年（明治19年）に宮井小学校に合併された。1889年（明治22年）に多家良村の大字となる。

### 多家良村八多
1889年（明治22年）から1952年（昭和27年）の大字名。米麦中心の農作経営が多いが、明治末期から大正期・昭和初期を通してミカン栽培が行われた。1941年（昭和16年）の戦時作付制限令による麦・イモ畑への転換があったが、戦後再びミカンは増産された。木炭・ビワ・柿・梅・芋なども生産した。1917年（大正6年）の生産物調査で8,000棚・ミカン7万貫（八多の今昔）。
1909年（明治42年）に宮井尋常小学校八多分教場（現宮井小学校八多分校）が設置された。同年と1917年（大正6年）に銅鐸が出土。1926年（大正15年）には電灯がともる。1938年（昭和13年）に電話が架設され、1949年（昭和24年）に八多公民館が設置された。1952年（昭和27年）に現在の徳島市八多町となる。

### 徳島市八多町
1952年（昭和27年）より現在の町名となる。ミカン栽培が盛んで、特に昭和20年代（1946年～）には生産がのびたが、昭和30年代（1956年～）後半頃から、生産過剰などのため価格が低下した。椎茸の人工栽培の普及による椎茸栽培やイチゴなどのハウス栽培、キク・ユリなどの花卉栽培、平地での米作など農業経営の多角化がはかられている。

## 文化財
五王神社の秋祭りに人形浄瑠璃芝居を奉納していたが、1959年（昭和34年）・1960年（昭和35年）頃から後継者不足のため休止状態となった。1975年（昭和50年）に「阿波の人形芝居」として国の選択無形民俗文化財に選択されて以降毎年上演されるようになり、1999年（平成11年）には「阿波人形浄瑠璃」として国の重要無形民俗文化財に指定され有名になった。
なお舞台装置等では、犬飼農村舞台が1998年（平成10年）に国の重要有形民俗文化財に指定され、1999年（平成11年）には舞台の操作法である「阿波の襖カラクリの習俗」が国の選択無形民俗文化財に選択されている。

## 沿革
- 1889年（明治22年） - 勝浦郡八多村を同郡多家良村に合併。同村の大字となる。
- 1952年（昭和27年） - 多家良村が徳島市となり同市の町名となる。
- 1954年（昭和39年） - 八多五滝・中津峰山が東山渓県立自然公園に指定される。
- 1998年（平成10年） - 同町内にある犬飼農村舞台が国の重要有形民俗文化財に指定される。

## 小・中学校の学区
市立小・中学校に通う場合、学区は以下の通りとなる。
- 宮井小学校八多分校
- 南部中学校

## 施設
観光・公園
- 犬飼農村舞台
五王神社境内にある人形芝居の野外舞台。国の重要有形民俗文化財、とくしま88景選定。
- 中津峰森林公園
中津峰山にある森林公園。

神社
- 五王神社
境内には犬飼農村舞台がある。旧名は五王大権現。
- 宇母理比古神社
延喜式内社、旧村社。「宇母理大明神」、「森時大明神」とも呼ばれた古社。
- 速雨神社
延喜式内社、旧村社。境内には徳島市指定天然記念物に指定されたクスノキがある。
- 小倉八幡神社
旧村社。八多町の氏神として知られる。

自然・景勝地
- 八多五滝
東山渓県立自然公園、四国のみち指定、とくしま水紀行50選、とくしま市民遺産選定。
- 婆羅尾峠
八多町と勝浦郡勝浦町三渓の境界にある峠。

## 交通

### 道路
都道府県道
- 徳島県道33号小松島佐那河内線
- 徳島県道209号八多法花線

### 路線バス
徳島バス
- 八多
- 南曽根
- 虹の橋葵ホスピタル前
- 上八多
- 板東池
- 板東
- 五滝会館前
- 五滝
- 大久保
- 仕出西
- 仕出
- 三反地